# Steffen Jäger
Steffen Jäger (* 22. Januar 1979 in Karlsruhe) ist ein deutscher Politiker, Präsident und Hauptgeschäftsführer des Gemeindetags Baden-Württemberg.

## Leben und Ämter
Jäger absolvierte ein Studium als Diplom-Verwaltungswirt (FH) an der Hochschule für öffentliche Verwaltung und Finanzen Ludwigsburg. Er war danach sieben Jahre beim Ministerium für Arbeit und Soziales Baden-Württemberg, u. a. als Persönlicher Referent von Ministerin Monika Stolz, tätig. 2010 wurde Steffen Jäger in Oppenweiler (Rems-Murr-Kreis) zum Bürgermeister gewählt.
2012 übernahm er die ehrenamtliche Führung des Vorsitzenden des Gemeindetag-Kreisverbands im Rems-Murr-Kreis, wodurch er auch dem Landesvorstand des Gemeindetags angehörte.
Im Sommer 2014 wechselte Jäger als Beigeordneter in die Geschäftsstelle des Gemeindetags, von 2016 bis Januar 2021 war er der Erste Beigeordnete (stellvertretender Hauptgeschäftsführer).
Nach der Ankündigung des zwischenzeitlichen Ehrenpräsidenten Roger Kehle, 2021 in den Ruhestand einzutreten, wählte der Landesvorstand des Gemeindetags am 28. Juli 2020 Steffen Jäger zum geschäftsführenden Präsidenten. Seit dem 1. Februar 2021 führt Jäger als Präsident und Hauptgeschäftsführer den mitgliederstärksten Kommunalen Landesverband. Seit dem 1. Juli 2021 hat Steffen Jäger außerdem das Amt des Vizepräsidenten beim Deutschen Städte- und Gemeindebund inne.
Steffen Jäger ist zudem seit 2018 ehrenamtlicher Vizepräsident des Württembergischen Fußballverbands e.V. (WFV).
Auf Vorschlag der CDU-Fraktion im Landtag Baden-Württembergs war Jäger Mitglied der 17. Bundesversammlung.
Steffen Jäger ist verheiratet und hat drei Kinder.